# Età della Luna
L'Età della Luna o giorni della Luna è il numero di giorni trascorsi dall'ultima Luna nuova. Dato che l'ora esatta del novilunio astronomico non era rilevabile con l'osservazione astronomica, poteva risultare difficile stabilire quale fosse il giorno calendariale del novilunio. Convenzionalmente, perciò, la Luna aveva età "1" nel giorno in cui compariva la prima falce di luna.
Per maggiore precisione nel calendario gregoriano l'età della Luna si misura non in giorni, ma in "trentesimi di lunazione" (tithi), periodo leggermente inferiore al giorno, dato che ogni lunazione dura 29,53 giorni. L'età della Luna è un parametro utilizzato per esempio nel calcolo della data della Pasqua. L'età della Luna al primo gennaio è l'epatta dell'anno.